# 劉湘
劉 湘（りゅう しょう）は、中華民国の軍人。川軍（四川軍）の有力指導者。国民政府においては四川省政府主席をつとめた。字は甫澄。

## 事跡

### 川軍での台頭
1908年（光緒34年）に四川陸軍速成学堂に入学する。1909年（宣統元年）に卒業し四川陸軍に加入した。
1916年（民国5年）8月、四川第1師第2旅旅長となる。1918年（民国7年）10月、四川第2師師長に昇進した。民国8年（1919年）、川軍指揮官たちから川軍総司令に推戴された。
1920年（民国9年）5月、四川に介入していた雲南の唐継尭に対する熊克武の軍事行動を知らされた劉湘は北路総司令として熊に味方し、7月には四川第2軍軍長に昇進した。8月、雲南軍駆逐の戦いを開始し、それに成功した後の12月、重慶鎮守使に任命された。
1921年（民国10年）2月、北京政府の支持を受ける四川督軍劉存厚が、川軍指揮官たちから支持を失って下野する。6月に、劉湘が川軍総司令として民政も管轄することになった。しかし熊克武との間での「一、二軍之戦」（熊が第1軍軍長、劉湘が第2軍軍長のため、この名がつく）が勃発すると、劉湘は敗北し、翌1922年（民国11年）5月に下野した。
1923年（民国12年）7月、直隷派の呉佩孚の支持を受けた劉湘は、四川善後得弁に任命される。そして川軍指揮官の楊森らと連合し、南方政府派の熊克武を撃破した。しかし1924年（民国13年）5月、呉が楊森を四川督理に任命したことに不満を抱いた劉湘は、段祺瑞の支援を受けることにする。1925年（民国14年）2月、執政となっていた段祺瑞から、劉湘は川康辺防督弁に任命された。
同年7月、四川統一を目論んで楊森が他の川軍指揮官掃討を開始すると、劉湘は貴州軍の袁祖銘と連合してこれに反撃し、楊森を四川から駆逐した。しかしまもなく劉湘は、袁と対立するようになったため、楊森と和睦し、1926年（民国15年）5月に袁を四川から駆逐した。これにより、四川省に駐屯していた他省の軍はすべて掃討されたことになった。

### 四川統一
同年8月、劉湘は呉佩孚に対抗するため、国民政府への傾斜を強めるようになる。12月、国民政府から国民革命軍第21軍軍長に任命された。1927年（民国16年）3月31日には、重慶で大規模な中国共産党弾圧を行っている（「三・三一惨案」）。これ以後も、劉は四川省内における自身の権限強化のため、他の川軍指揮官との合従連衡や討伐を繰り返した。その中で劉湘は、四川省政府主席となった甥（あるいは、いとこ）である劉文輝と双頭の体制を築くことになる。しかし、両者は次第に対立を深めていく。
ついに両者は、1931年（民国20年）に衝突した（「二劉之戦」）。なお、劉湘は蔣介石を支持し、劉文輝は新広西派に拠る傾向があった。劉湘は、1932年（民国21年）2月に蔣から四川善後督弁に任命されている。1933年（民国22年）10月、劉湘は劉文輝を大いに撃破した。これにより、劉湘は四川省における省政の主導権を確保したのである。
これとほぼ同時期に、劉湘は四川剿匪総司令に任命され、中国共産党（紅軍）の長征を迎撃することになる。ところが劉湘は、参謀として重用していた呪術師の劉従雲を剿匪総司令部前方軍事委員会委員長に任じるなどする。これが原因で、部下である川軍指揮官との間の関係もこじれてしまう。さらに、紅軍の前に四川軍は大敗し、劉湘自身の地位も危うくなった。
このため1934年（民国23年）11月、劉湘は南京の蔣介石を訪問して、その支持を取り付ける。12月には、国民政府から四川省政府主席に任命された。

### 蔣介石との対立と急死

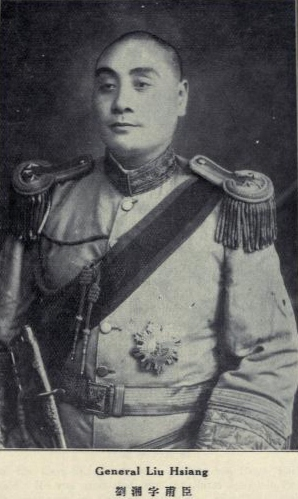
北京政府時代の劉湘
Who's Who in China 3rd ed. (1925)

しかし、劉湘と蔣介石との間の関係は、その後悪化する。四川でのモンロー主義的統治を臨む劉湘と、国民政府中央の統制を浸透させようとする蔣との間で、対立が発生したためである。1937年（民国26年）の日中戦争（抗日戦争）勃発とともに、劉湘は自ら四川軍を率いて対日戦の前線に出撃する。そして、第7戦区司令官、第23集団軍総司令等に任じられた。
しかし同年11月頃から劉湘は病気に罹患し、漢口の病院に入院している。その一方で劉は、山東省政府主席韓復榘と密かに連携し、反蔣活動を目論んだ。
1938年（民国27年）1月、劉湘は漢口の病院で49歳で没した（満47歳）。その直前の1月11日、韓復榘が漢口の軍事会議に出席したところを逮捕され（同月24日に処刑）、20日に何応欽が劉湘を訪問して韓の逮捕を知らせたとされる。劉湘の死因は病死とされるが、死去の正確な日付については20日説、23日説があり、はっきりとしない。劉湘の死後、国民政府は一級上将の位を追贈した。

## 注
1. ↑  徐友春主編『民国人物大辞典 増訂版』による。馬宣偉「劉湘」は、1890年7月11日生まれとしている。
2. ↑  劉湘と劉文輝の関係につき、馬宣偉「劉湘」は叔侄の関係とし、徐友春主編『民国人物大辞典 増訂版』は堂侄の関係とする。
3. ↑  馬宣偉「劉湘」謝本書主編『西南十軍閥』,110-111頁。
4. ↑  馬宣偉は20日説、徐友春主編『民国人物大辞典 増訂版』は23日説をとる。